# San Cosmo Albanese
San Cosmo Albanese – miejscowość i gmina we Włoszech, w regionie Kalabria, w prowincji Cosenza.
Według danych na rok 2004 gminę zamieszkuje 701 osób, 50,1 os./km².